# August Gottlieb Spangenberg
Pour les articles homonymes, voir Spangenberg (homonymie).
August Gottlieb Spangenberg est un théologien protestant allemand piétiste, évêque des Frères moraves, né à Klettenburg (un quartier de Hohenstein, en Thuringe) le 25 juillet 1704, et décédé le 18 septembre 1792. Il était connu dans la communauté des Frères moraves sous le nom de "Frère Joseph" par allusion au Joseph de l'Ancien Testament, qui avait pris un si grand soin de ses frères. Ayant succedé au comte Nicolaus Ludwig Zinzendorf, il contribua au développement des missions internationales, ainsi qu'à la stabilisation de la théologie et de l'organisation de l'Église des Frères moraves.

## Biographie
August Gottlieb Spangenberg est le quatrième enfant du pasteur et inspecteur ecclésiastique luthérien Georg Spangenberg et de son épouse née Dorothea Katharina Nesenus. Orphelin à 13 ans, il prend de bonne heure l’habitude du travail et de la modicité dans les désirs, obtient un doctorat en philosophie à Iéna en 1726 et se consacre ensuite à l’enseignement dans cette même université. En 1728, il rencontre le comte de Zinzendorf, qui venait de régénérer les frères moraves et de faire bâtir pour eux Herrnhut (haute Lusace). La personnalité et la piété profonde de ce dernier font forte impression sur lui. En 1730, Spangenberg visite la communauté morave de Herrnhut. Il fonde à Iéna un "collegium pastorale practicum" pour assurer des soins aux malades et aux pauvres, que les autorités feront stopper en tant qu'"institution zinzendorfienne", considérée comme un défi pour l'État.
Spangenberg part alors passer près de deux ans auprès de Zinzendorf à Herrnhut, puis se rend à Halle en 1732, où Gotthilf Francke (de) lui avait proposé de devenir professeur adjoint de théologie et surintendant des écoles de son orphelinat. Mais les différences entre les piétistes de Halle et lui deviennent vite une source d'irritations mutelles. Il trouve leur vie religieuse trop formelle, extérieure et mondaine. Eux ne trouvent pas acceptable sa relative indifférence doctrinale et sa tendance au séparatisme dans la vie de l'Eglise. Le jeune Spangenberg est en effet assez radical pour estimer que le converti ne pouvait pas communier avec le non-converti, d'où des accusations de séparatisme à son encontre.
En raison de ces différents problèmes, en particulier de sa participation de Spangenberg à des célébrations privées de la sainte-cène et de son lien avec le comte Zinzendorf, le Sénat de la Faculté de théologie lui donne alors l'alternative soit de faire pénitence, de se soumettre à ses supérieurs et de se séparer de Zinzendorf, soit de laisser au roi de Prusse le soin de régler la question, à moins qu'il ne préfère "quitter Halle en silence". Spangenberg n'ayant pas fait amende honorable, l'affaire est portée à l'attention le roi, qui ordonne d'expulser Spangenberg de Halle, ce qui est effectif le 8 avril 1733.
Spangenberg se retire d'abord à Iéna, mais Zinzendorf cherche alors à l'attirer à Herrnhut, pour en faire son collaborateur dans son ministère auprès des Frères moraves. C'est à Herrnhut que Spangenberg rencontre ce qui sera l'oeuvre de sa vie pendant soixante ans : il devient le missionnaire, l'organisateur, l'apologiste, l'homme d'État puis le théologien et le superviseur de l'Église morave.
Pendant les trente premières années de ce ministère (1733-1762), son travail fut principalement consacré à la mise en place et à l'organisation de missions moraves notamment en Allemagne, Angleterre, Danemark, Pays-Bas, Suriname et en Géorgie. Le 4 mars 1739, il épouse Eva Maria Immig, née Ziegelbauer, une femme de caractère qui le seconde dans son ministère en Amérique du Nord et devient même l'un des leaders de la communauté fondée par les Moraves à Bethlehem (Pennsylvanie). Elle est nommée ancien principal pour l'Amérique du nord en 1740,. En 1741-1742, August Gottlieb Spangenberg se rend en Angleterre pour recueillir des fonds pour sa mission et obtenir l'approbation de l'archevêque de Canterbury, ce qui va permettre de défendre les établissements moraves pendant la guerre de Sept Ans. En 1744, les moraves l'élisent comme évêque. Son épouse décède en 1751, âgée de 55 ans. Il se remariera avec Martha Elisabeth Miksch le 19 mai 1754 à Bethlehem,.
En 1739, Spangenberg est envoyé en Pennsylvanie, où il a la charge d'évêque d'une petite église morave encore fragile. Le développement réussi de la colonie morave de Bethlehem lui est entièrement attribuable, il faut même l'y faire revenir en 1751 (alors qu'il en est parti trois ans plus tôt) pour éviter le déclin rapide de son oeuvre. En 1761, la communauté compte 1300 âmes. Un accomplissement particulier de Spangenberg en Pennsylvanie est d'amener les Schwenkfeldiens dispersés à rejoindre la communauté morave. En 1748, il avait été rappelé par Zinzendorf et chargé de répondre, au nom des Frères moraves, aux attaques des luthériens et des piétistes. Il fait beaucoup pour modérer le mysticisme de Zinzendorf. Son caractère simple et pratique suit une approche différente.
La deuxième trentaine d'années de son œuvre (1762-1792) est consacrée à la consolidation de l'Église morave allemande. À la mort de Zinzendorf (1760), l'Église morave appelle Spangenberg à retourner à Herrnhut car on y avait besoin de ses talents de pasteur et d'organisateur. En 1777, Spangenberg est chargé de rédiger l'Idea Fidei Fratrum (Compendium de la foi chrétienne des Frères) qui deviendra la confession de foi de référence de la communauté morave. Comparé aux écrits de Zinzendorf, ce livre montre l'équilibre et la modération que Spangenberg a exprimés. Par la pureté de ses mœurs, par l’élévation de ses idées, par sa conduite aussi habile que prudente, Spangenberg acquiert l'estime même des adversaires les plus acharnés de sa communauté.
Dans ses dernières années Spangenberg consacre une attention particulière à l'éducation des jeunes. Sa deuxième épouse décède en 1789. Lui-même meurt à Berthelsdorf le 18 septembre 1792. Il est enterré dans le cimetière morave de Herrnhut, dit le Herrnhuter Gottesacker.

## Théologie
Paru en 1779, l'Idea Fidei Fratrum est le premier et le seul ouvrage doctrinal des Frères moraves. Le comte Zinzendorf, en dehors de sa référence fondamentale à Luther, n'a pas eu une théologie très nette : ses idées, dispersées au fil de ses discours, ont varié avec le temps. Spangenberg construit quant à lui une dogamatique simple, qui se suit de près les textes bibliques et contient peu de raisonnement théologique abstrait. Spangenberg affirme comme principe essentiel la souffrance et le sacrifice du Christ qui assure le salut de l'Homme. Dès lors ce n'est plus l'esprit de pénitence mais la joie et la confiance dans le salut qui marquent la théologie de l'Église morave.
Spangenberg exprime aussi clairement son point de vue sur certaines questions controversées. Voici, par exemple, ce qu'il écrit sur la question de la double prédestination : "Si nous résumons ce qui a été déduit de l'Écriture concernant le Père, le Fils et le Saint-Esprit, nous pouvons répondre à la question : Dieu veut-il que tous les hommes soient sauvés ? par un "Oui" plein de confiance. Oui, il y a en Lui le désir le plus ardent et la volonté la plus sincère que nous soyons tous sauvés." Spangenberg fournit de nombreux textes pour justifier cette position. Il note en outre que le Sauveur a subi la perte de la gloire et les douleurs de la vie et de la mort humaines afin de sauver tous les hommes. Deuxièmement, le Saint-Esprit fait des efforts inlassables pour admonster les humains à renoncer à leur péché. "Dieu commanderait-il à tous les hommes de se repentir où qu'ls soient, et pourtant il ne le ferait pas, afin que tous les hommes soient sauvés ? Qui peut former une telle pensée du Dieu de la sainteté et de la vérité ?"

## Postérité

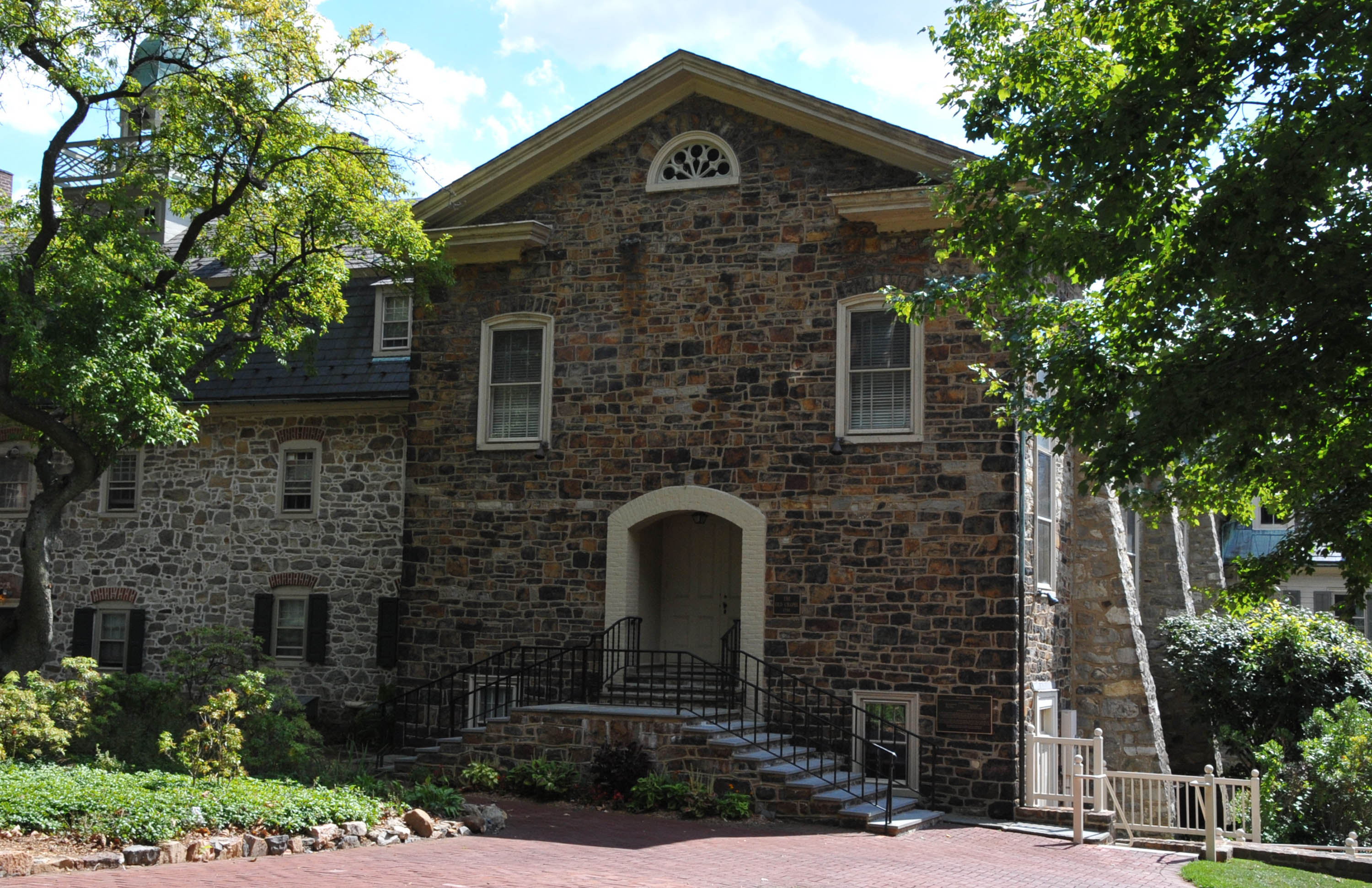
La chapelle morave de Bethlehem (1751).

- August Gottlieb Spangenberg a été, après l'échec de la première colonie morave à Savannah, l'organisateur de la colonisation morave en Amérique du nord, notamment à Bethlehem (Pennsylvanie), où l'église morave parvient à évangéliser les Amérindiens et à établir une communauté robuste, puis à Wachovia (Caroline du nord)[1].
- August Gottlieb Spangenberg a rédigé le seul ouvrage doctrinal des Frères moraves.
- Il a présidé au développement de l’Église morave en Europe après le décès du comte Zinzendorf. Cette communauté est l'une des rares communautés piétistes à s'être maintenues à ce jour, et ce sur plusieurs continents[6]. La pérennité de communautés moraves, rendue possible par les capacités d'organisation de Spangenberg, a été déterminante dans l'apparition du Réveil:
  - Ils impressionnent et influencent fortement le fondateur ultérieur du méthodisme, John Wesley, lors de son voyage en Amérique de 1735 à 1737[7] et par là des débuts du grand réveil (Great Awakening).
  - Plusieurs missionnaires moraves parcourent la France de l’Ouest et le Midi dès les années 1737 à 1746, à l'époque où le protestantisme est encore persécuté, et restent ensuite au contact des petites sociétés fraternelles d’inspiration morave qui se créent à Nîmes, Saint-Hippolyte-du-Fort et Genève. Le premier historien du Réveil protestant francophone, Léon Maury, a rappelé avec netteté le rôle important des frères moraves qui « ont soutenu, fortifié, souvent ranimé la foi » des pasteurs fidèles aux principes de la Réforme : « en France comme à Genève, c’est aux Moraves qu’il faut faire remonter les premières influences qui provoquèrent le Réveil », conclut Léon Maury[8].
- Les hymnes composés par August Gottlieb Spangenberg sont connus bien au-delà des cercles moraves[9].

## Œuvres
On a de lui : 
- Biographie du comte N.-L. de Zinzendorf (1772-1775, 8 vol. in-8°), en allemand ;
- Notice historique sur la constitution de la communauté des Frères (1774, in-8°) ;
- Ideæ fidei fratrum (1779, in-8°), traduit en français sous le titre de Doctrine chrétienne dans la communauté évangélique des Frères (1779, in-8°) ;
- Sur les travaux de la communauté des Frères (1782, in-8°) ;
- Recueil de discours (1797-1799, 2 vol. in-8°).

Les Archives pour l’histoire de l’Église, de Henke, contiennent un précis de la vie de Spangenberg, rédigé par lui-même.

## Sources
- « August Gottlieb Spangenberg », dans Pierre Larousse, Grand dictionnaire universel du XIXe siècle, Paris, Administration du grand dictionnaire universel, 15 vol., 1863-1890 [détail des éditions].
- (en) « August Gottlieb Spangenberg », dans Encyclopædia Britannica [détail de l’édition], vol. 25, 1911 (lire sur Wikisource), p. 593–594.
- (de) Gerhard Reichel, August Gottlieb Spangenberg : Bischof der Brüderkirche, J.C.B. Mohr (Paul Siebeck), 1906, 291 p.